# Lopeño, Texas
Lopeño, Texas (енгл. Lopeño) насељено је место без административног статуса у америчкој савезној држави Тексас.

## Демографија
По попису из 2010. године број становника је 174, што је 34 (24,3%) становника више него 2000. године.
| Група             | 2000.       | 2010.       |
| Белци             | 11 (7,9%)   | 3 (1,7%)    |
| Афроамериканци    | 0 (0,0%)    | 1 (0,6%)    |
| Азијати           | 0 (0,0%)    | 0 (0,0%)    |
| Хиспаноамериканци | 125 (89,3%) | 171 (98,3%) |
| Укупно            | 140         | 174         |